# Me and My Shadow
Me and My Shadow ist ein Lied, das Al Jolson, Dave Dreyer (Musik) und Billy Rose (Text) verfassten und 1927 veröffentlichten.

## Hintergrund

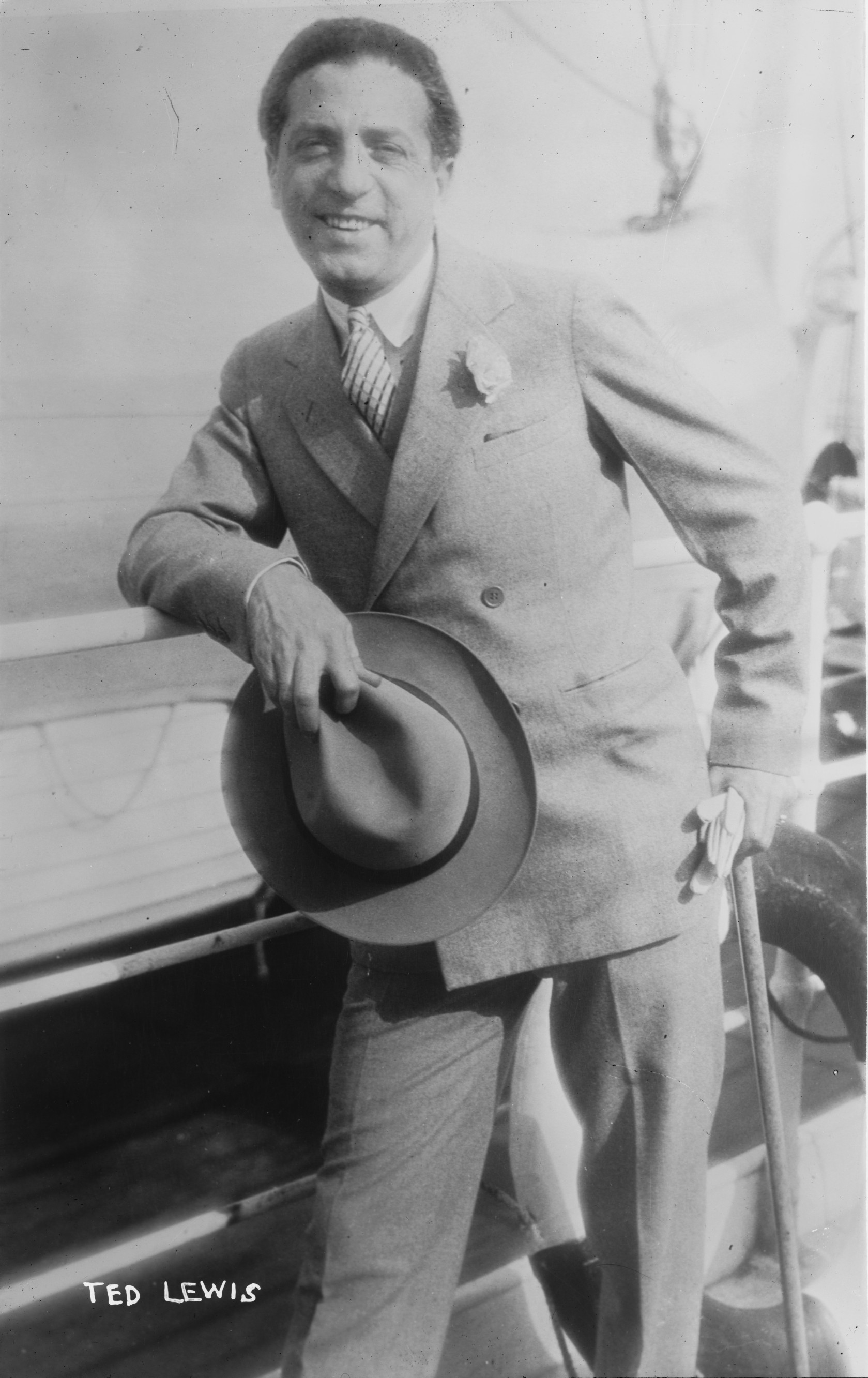
Ted Lewis 1920er oder Anfang der 1930er Jahre

Die eigentlichen Autoren des Songs waren Dave Dreyer und Billy Rose, die Me and My Shadow für die Revue Delmar's Revels schrieben. Diese  hatte am 28. November 1927 im New Yorker Shubert Theatre Premiere; vorgestellt wurde der Song von Frank Fay. Das Lied ist in E-Dur in der Form AA'BA als moderater Foxtrott geschrieben; der Refrain beginnt mit einer ganzen und zwei halben Noten. Das Lied beginnt damit, dass der Sänger und sein Schatten die Straße hinuntergehen:
Me and my shadow -

strollin' down the avenue

Me and my shadow,

Not a soul to tell one's troubles to.

And when it's twelve o'clock ...

All alone and feeling blue.
Der Sänger Ted Lewis machte den Song im Vaudeville zusammen mit seinem musikalischen Partner Eddie Chester bekannt, der als „Schatten“ von Lewis fungierte.

## Erste Aufnahmen und spätere Coverversionen
Whispering Jack Smith (Victor 20626) hatte mit dem Song 1927 in den Vereinigten Staaten einen Nummer-eins-Hit. Zu den weiteren Musikern, die den Song ab 1927 coverten, gehörten Nat Shilkret  (Victor 20675), Johnny Marvin (Columbia), Sam Lanin (Cameo), die Savoy Orpheans und Dunk Rendleman (Gennett), in Berlin im Januar 1928 Arthur Briggs. Der Diskograf Tom Lord listet im Bereich des Jazz insgesamt 41 (Stand 2015) Coverversionen, u. a. von Cliff Edwards, Ziggy Elman, Rose Murphy, Dave Brubeck, Pearl Bailey/Don Redman, Jackie Gleason, Linda Lawson/Marty Paich, Buddy Rich, Pete Fountain, Dodo Marmarosa, Lou Rawls, Marion Montgomery, Peggy Lee, Charlie Wood, Vic Dickenson, Michele Hendricks, Dave McKenna, Randy Sandke und Lew Tabackin.
Am bekanntesten wurde Me and My Shadow in der Nachkriegszeit durch die Duoversion von Frank Sinatra und Sammy Davis junior; auch die Mills Brothers (1958), Nelson Riddle und Nelson Riddle (1965) interpretierten den Song. Verwendung fand der Song auch in verschiedenen Filmen; Ted Lewis sang ihn in dem Abbott und Costello Film Hold That Ghost (1941, Regie Arthur Lubin), Donald O’Connor in Feudin', Fussin' and A-Fightin’ (1948, Regie George Sherman) und James Caan in Funny Lady (1975). Der Song wurde 2001 in der Fassung von Whispering Jack Smith von der Recording Industry Association of America auf #289 in der Liste Songs of the Century gewählt.